# The Hague Open
The Hague Open was een internationaal damtoernooi dat van 1996 tot en met 2010 jaarlijks medio juli in Den Haag werd gespeeld. Initiatiefnemer was Theo Dijkstra die het toernooi t/m 1999 organiseerde. Daarna emigreerde hij naar Portugal. Recordwinnaars zijn Guntis Valneris, Aleksandr Schwarzman en Kees Thijssen met elk twee overwinningen. 